# Luis Ardila Casamitjana
Luis Ardila Casamitjana (Bucaramanga, 8 de noviembre de 1923-Bucaramanga, 8 de marzo de 2003) fue un político colombiano. Hizo estudios primarios en el colegio San Ignacio de Medellín y le fue otorgado el título de médico radiólogo por la Universidad de Minesota.
Fue Gobernador de Santander y en su administración inauguró la vía al Mar Caribe por Bucaramanga, el auditorio Luis A. Calvo de la Universidad Industrial de Santander, la biblioteca Gabriel Turbay Abusleve en Bucaramanga y adquirió las instalaciones del tradicional Hotel Bucarica para el patrimonio del Departamento.